# Tola, Nicaragua
Tola är en kommun (municipio) och en ort i Nicaragua med 23 140 invånare (2012) i kommunen. Den ligger vid Stillahavskusten i den södra delen av landet i departementet Rivas. Tola är känt för sina vackra havsstränder med fina surfingvågor.

## Geografi

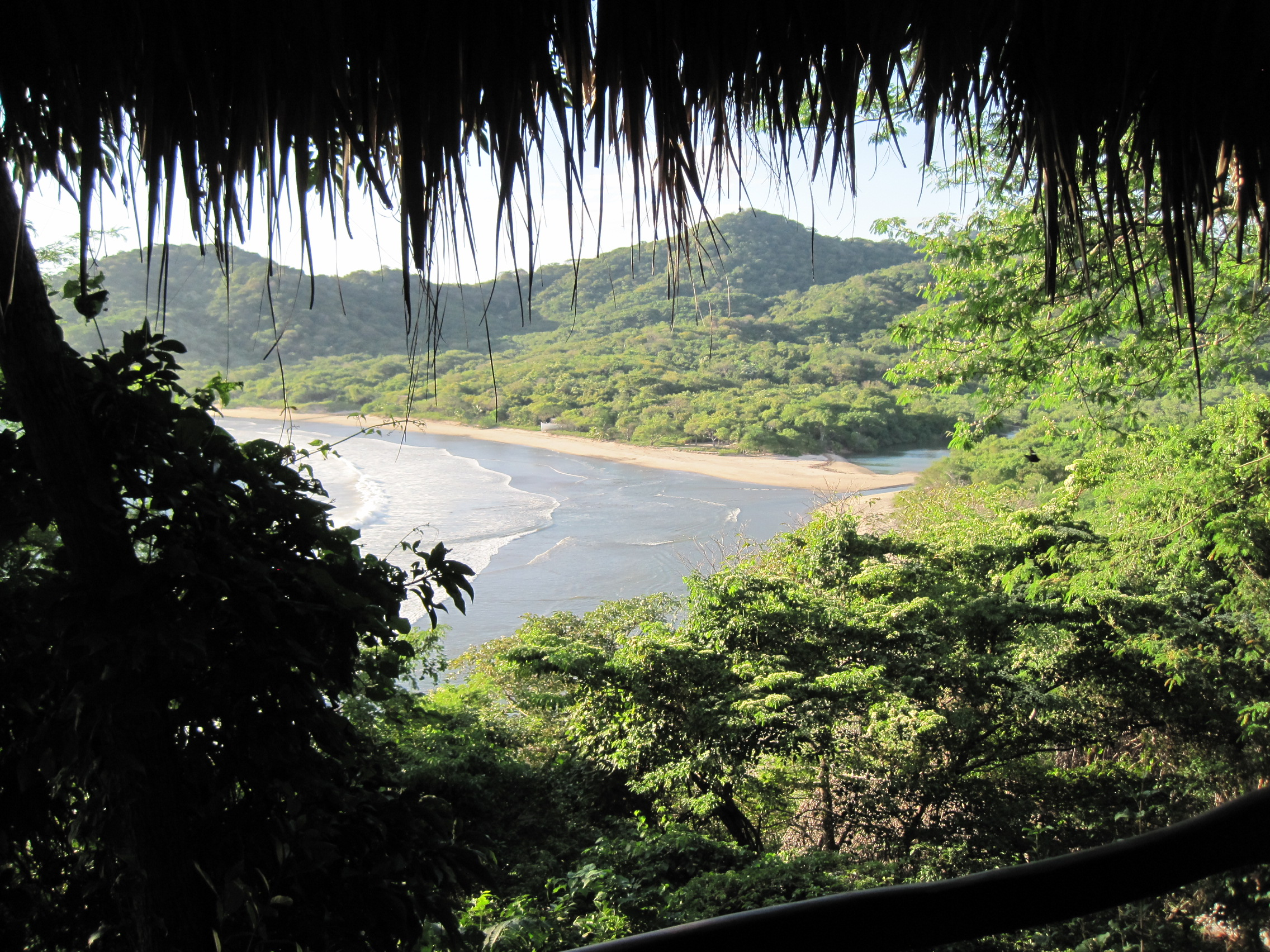
Playa Ocotal på gränsen melan Tola och San Juan del Sur

Tola gränsar till kommunerna Santa Teresa i norr, Belén och Rivas i öster, San Juan del Sur i söder, samt Stilla havet i väster.
Kommunens största ort och centralort är Tola med 2 854 invånare (2005). Tre kilometer norr om centralorten ligger indiansamhället Nancimí (2 282). De två största orterna i västra kommundelen är Virgen Morena (1 160) och den en kilometer söderom där liggande Las Salinas de Nagualapa (1 056).
Längs Stillahavskusten ligger ett antal vacka havsstränder omväxlande med klippartier. Från inlandet rinner ett antal korta floder ner till havet. Den viktigaste av dessa är Río Brito i södra kommundelen, där den aldrig byggda Nicaraguakanalen var tänkt att ha sin början vid Stilla havet. De två näst största vattendragen är Río de Nagualapa i norra kommunen samt Río Escalante som utgör gränsflod mot grannkommunen Santa Teresa i norr. 
Kommunens högsta berg är La Mohosa (477m), 7 km väster om centralorten.
Längs havskusten och i kommunens inland finns vandringsleder med fina vyer. Där kan man stöta på sengångare och andra djur.

## Historia
Centralorten Tola, även kallad San Juan de Tola, är ett gammalt indiansamhälle som är känt sedan 1700-talet. 
Kommunen grundades 1898.

## Näringsliv

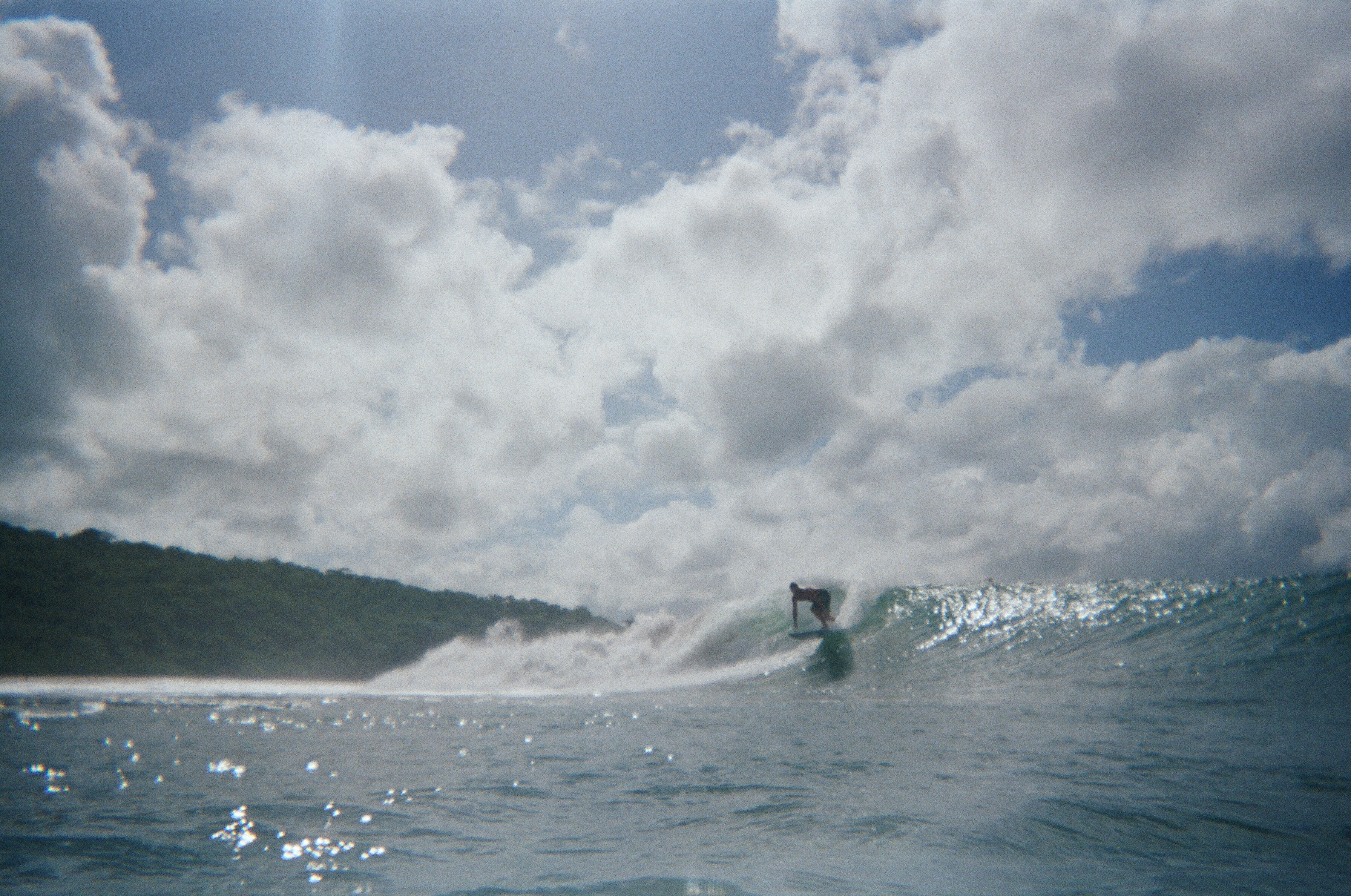
Surfing i Popoyo

Kommunens huvudnäringar är jordbruk, boskapsskötsel, fiske och turism.
Längs Stillahavskusten ligger ett stort antal turistorter med fina badstränder. Kommunen badorter är, från norr till söder, El Astillero, Popoyo, Playa Colorado, El Gigante och Playa Manzanillo. Popoyo är speciellt känd för sina fina konstanta surfingvågor som kan surfas även när havet i stort är nästan spegelblankt. I Playa Colorado och Playa Manzanillo finns kommunens två största turistanläggningar med tillhörande golfbanor.

## Transporter

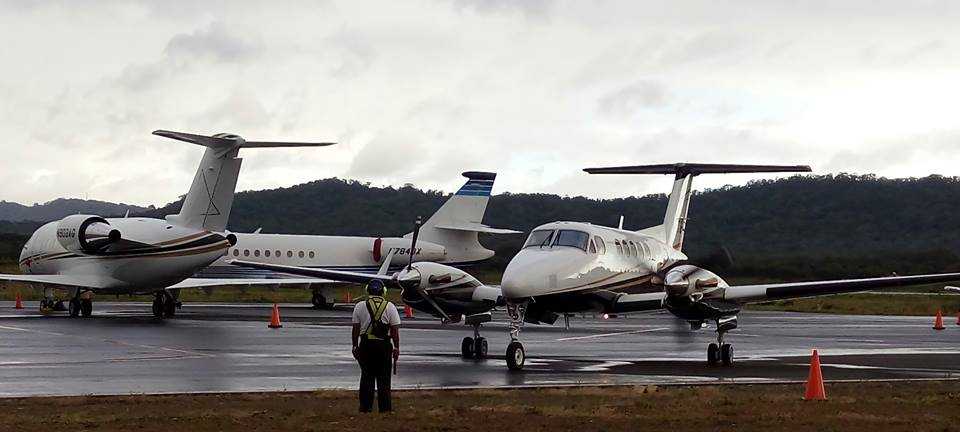
Flygplatsen Costa Esmeralda

Inga större genomfartsvägar passerar kommunen. 
Nära kusten har kommunen har en internationell flygplats för privat- och chartertrafik, vid namn Aeropuerto Internacional Costa Esmeralda. Flygplatsen har ingen reguljär trafik.

## Religion
Kyrkan i Tola är helgad till Johannes Döparen, men kommunen firar sina festdagar i början av december till minne av Vår Fru av Guadalupe.

## Kända personer från Tola
- Gaspar García Laviana (1941-1978), präst, poet, gerillasoldat[8]
- Ingrid Yahoska Narvaez (1994-), löpare[9]